# Bard (chatbot)
Gemini (Anteriorment Bard) és un xatbot d'intel·ligència artificial conversacional desenvolupat per Google, basat en la família LaMDA de grans models de llenguatge. Es va desenvolupar com a resposta a l'augment del ChatGPT d'OpenAI i es va llançar amb una capacitat limitada el març de 2023 per a respostes tèbies.
El novembre de 2022, OpenAI va llançar ChatGPT, un chatbot basat en la família de models lingüístics GPT-3. ChatGPT va guanyar l'atenció mundial després del seu llançament, convertint-se en una sensació viral a Internet. Alarmats per la potencial amenaça de ChatGPT per a la Cerca de Google, Google i el director general d'Alphabet, Sundar Pichai, van emetre una alerta de "codi vermell" a tota l'empresa, reassignant diversos equips per ajudar en els esforços d'IA de l'empresa. En un moviment rar i sense precedents, els cofundadors de Google Larry Page i Sergey Brin, que havien renunciat a les seves funcions com a co-CEO d'Alphabet el 2019, van ser convocats a reunions d'emergència amb executius de l'empresa per discutir la resposta de Google a ChatGPT. Quan els empleats van preguntar en una reunió de totes les mans si LaMDA, el gran model d'idioma de Google presentat a principis d'any, era una oportunitat perduda perquè Google competís amb ChatGPT, Pichai i el cap de Google AI, Jeff Dean, va declarar que, tot i que la companyia tenia capacitats similars a ChatGPT., moure's massa ràpidament en aquest àmbit representaria un gran "risc de reputació" perquè Google és substancialment més gran que OpenAI. El gener de 2023, el conseller delegat de DeepMind, Demis Hassabis, va mostrar els plans per a un rival de ChatGPT, i els empleats de Google van rebre instruccions per accelerar el progrés en un competidor de ChatGPT, provant intensivament "Apprentice Bard" i altres chatbots. Pichai va assegurar als inversors durant la trucada trimestral d'inversors de Google al febrer que la companyia tenia plans per ampliar la disponibilitat i les aplicacions de LaMDA.

## Llançament
El 6 de febrer, Google va anunciar Bard, un chatbot d'IA de conversa impulsat per LaMDA. Bard es va llançar per primera vegada a un grup selecte de 10.000 "provadors de confiança", abans d'un ampli llançament programat a finals de mes. Bard està supervisat pel responsable del producte Jack Krawczyk, que va descriure el producte com un "servei d'IA col·laboratiu" en lloc d'un motor de cerca. Pichai va descriure com Bard s'integraria a la Cerca de Google, i la companyia està treballant per integrar Bard al sistema operatiu ChromeOS. Reuters va calcular que afegir funcions semblants a ChatGPT a la Cerca de Google podria costar a l'empresa 6 mil milions de dòlars en despeses addicionals el 2024, mentre que la firma d'investigació i consultoria SemiAnalysis va calcular que li costaria a Google 3 dòlars mil milions. La tecnologia es va desenvolupar sota el nom en clau "Atles", amb el nom "Bard" en referència al terme celta per a un narrador i es va triar per "reflectir la naturalesa creativa de l'algorisme que hi ha a sota". Diversos mitjans de comunicació i analistes financers van descriure Google com a "posar-se al dia" amb Microsoft, així com "apressant" l'anunci de Bard per anticipar-se a l'esdeveniment de Microsoft del 7 de febrer que presentava la seva associació amb OpenAI per integrar ChatGPT al seu motor de cerca Bing. Tom Warren de The Verge i Davey Alba de Bloomberg News van assenyalar que això va marcar l'inici d'un altre enfrontament entre les dues empreses Big Tech per "el futur de la recerca", després que la seva "treva" de sis anys expirés el 2021; Chris Stokel-Walker de The Guardian, Sara Morrison de Recode i l'analista Dan Ives de la firma d'inversió Wedbush Securities van qualificar d'això com una carrera d'armes d'IA entre els dos.